# Tuli József
Tuli József (Döbörhegy, 1927. november 24. – Budapest, 1992. augusztus 28.) József Attila-díjas magyar író, újságíró, dramaturg.

## Élete
A második világháború végéig summásként, a téli hónapokban cselédként dolgozott.
1946-tól segédmunkás volt. A polgárit magántanulóként végezte, majd népi kollégista lett, ahol érettségizett. 1949- től 1951-ig az ELTE Orosz Intézet hallgatója, majd a Színház és Filmművészeti Főiskolán szerzett diplomát dramaturg szakon.
1952-ben megírta a Fácán és madár, valamint az Egy igaz ember című novellát, amiért József Attila-díjat kapott.
1953-tól 1957-ig a Szabad Föld újságírója. 1957–1961 között dramaturg a Hunnia Filmgyárban.
1960-ban bemutatták a Kálvária című filmet, melynek ő a forgatókönyvírója. Főszereplők: Páger Antal, Agárdy Gábor, Tordy Géza.
Több jelentős filmben működött közre, mint például a Szegény gazdagokban vagy a Szerelem csütörtökben.
Politikai nézetei miatt tiltott listára került. 1961–1962 között betanított munkás a Klement Gottwald Villamossági Gyárban. Vezeklése után 1963–1967 között művészeti előadó az Óbudai Művelődési Otthonban.
1967–1970 között üzemi újságíró az Ikarusz gyárban, majd 1970-1972 között a Ganz gyárban. Eközben másodállásban stílusszerkesztő az Élet és Tudománynál.
Ezután élete utolsó munkahelyén a Táncsics és a Népszava Kiadónál volt felelős szerkesztő.
Munkája mellett eközben regényeket és novellákat írt.

## Kiadott regényei
- Bocsánatos bűn (Magvető Kiadó, Budapest, 1963)
- Majd háború után (Táncsics Kiadó, Budapest, 1972)
- Egy asszony boldog akar lenni (Táncsics Kiadó, Budapest, 1978)
- Boldogtalanok (Táncsics Kiadó, Budapest, 1976) ISBN 9633203201
- Amiről mi ketten nem beszélünk (Dálnoki Média, Budapest, 2019) ISBN 9630612577
- Hosszútávfutás (Tullius, Szombathely, 2005) ISBN 9632194039

## Jelentősége

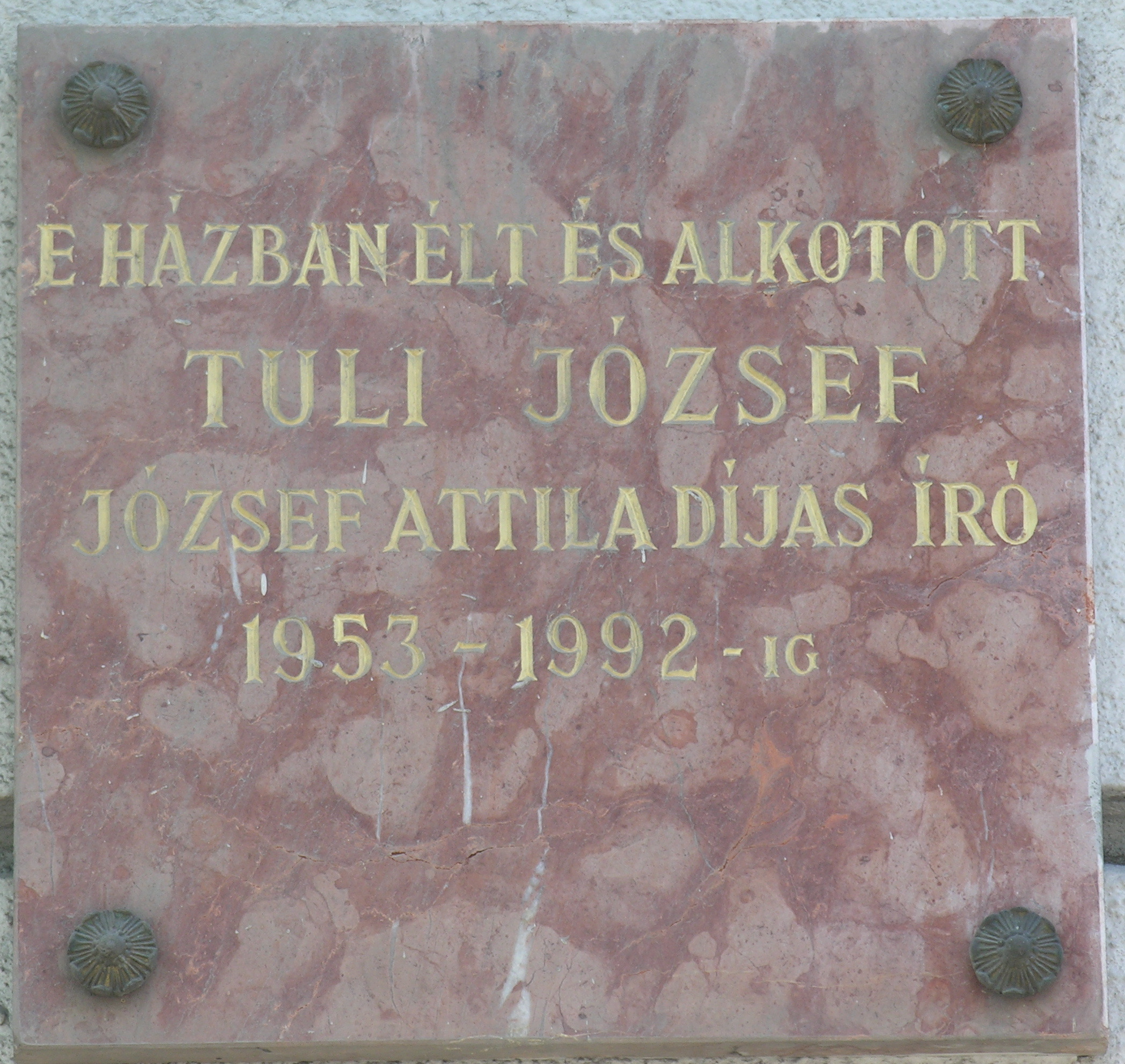
Emléktáblája egykori lakóházán

Modelljei túlnyomórészt falun élő emberek. Elsősorban az emberi viselkedést, az érzelmi kapcsolatokat, a családi élet minőségét befolyásoló tényezőket ábrázolja. Drámai feszültség jellemzi minden művét. 
Legjelentősebb művei: Bocsánatos bűn, melyben egy falusi parasztcsaládon keresztül azt szemlélteti, hogy a múlt nyomasztó maradványai a családban élnek a legtovább, és az elmaradottsággal csak az érzelmi szabadság, az egyenjogúság igénye veheti fel a harcot. A Majd háború után, eredetileg Szerelem a viharban című regényében az emberi kapcsolatokat valóságos történelmi tényezők, a második világháború megpróbáltatásai formálják.

## Emlékezete
Emléktáblája Budapesten, utolsó lakhelyének falán (Bem rakpart 43. sz.) található.